# Kladruby (district de Rokycany)
Pour les articles homonymes, voir Kladruby.
Kladruby  (en allemand : Kladrub) est une commune du district de Rokycany, dans la région de Plzeň, en République tchèque. Sa population s'élevait à 154 habitants en 2021.

## Géographie
Kladruby se trouve à 20 km au nord de Rokycany, à 27 km au nord-est de Plzeň et à 61 km à l'ouest-sud-ouest de Prague.
La commune est limitée par Bohy à l'ouest et au nord, par Hlince au nord-est, par Chlum et Mlečice à l'est, par Hlohovice au sud et par Bujesily à l'ouest.

## Histoire
La première mention écrite du village date de 1329.

## Transports
Par la route, Kladruby se trouve à 9 km de Radnice, à 25 km de Rokycany, à 36 km de Plzeň et à 101 km de Prague.